# Бресе (Немачка)
Бресе (њем. Breese) општина је у њемачкој савезној држави Бранденбург. Једно је од 26 општинских средишта округа Пригниц. Према процјени из 2010. у општини је живјело 1.603 становника. Посједује регионалну шифру (AGS) 12070052.

## Географски и демографски подаци
Бресе се налази у савезној држави Бранденбург у округу Пригниц. Општина се налази на надморској висини од 25 метара. Површина општине износи 23,6 km². У самом мјесту је, према процјени из 2010. године, живјело 1.603 становника. Просјечна густина становништва износи 68 становника/km².

## Међународна сарадња
| Мјесто | Држава    | Врста сарадње | Од    |
| ------ | --------- | ------------- | ----- |
|        | Француска | пријатељство  | 1978. |
| Извор  |           |               |       |